# Rhabdoblatta lineaticollis
Rhabdoblatta lineaticollis är en kackerlacksart som först beskrevs av Bolivar 1897.  Rhabdoblatta lineaticollis ingår i släktet Rhabdoblatta och familjen jättekackerlackor. Inga underarter finns listade i Catalogue of Life.